# شارلس
شارلس (2 يوليو 1993 بساو باولو في البرازيل - ) هو لاعب كرة قدم برازيلي في مركز الهجوم.

## روابط خارجية
- شارلس على موقع قاعدة بيانات كرة القدم.إي يو (الإنجليزية)
- شارلس على موقع Soccerway.com (الإنجليزية)